# Lysmata olavoi
Lysmata olavoi is een garnalensoort uit de familie van de Hippolytidae. De wetenschappelijke naam van de soort is voor het eerst geldig gepubliceerd in 1991 door Fransen.